# Charles-François Félix
Charles-François Félix conosciuto anche come Charles-Francois Félix de Tassy (Avignone, 1635 – Versailles, 25 maggio 1703) è stato un medico e chirurgo francese.

## Biografia
Originario di Avignone, Charles-François Félix era figlio di François Félix, chirurgo e primo barbiere del re.
Divenne primo chirurgo di re Luigi XIV succedendo a Jean Mesnard nel 1662 e lo accompagnò nella campagna militare del 1666. La sua fama è legata soprattutto alla celebre operazione che egli compì sul sovrano, risolvendogli un problema di fistola anale, il 18 novembre 1686.
Prima di operare direttamente sul re, egli si esercitò su altri 75 "fistolosi di Parigi" ed inventò un bisturi apposito "ricurvato alla royale", introducendolo lungo la fistola tramite un divaricatore.. L'operazione, condotta senza anestesia, durò tre ore e fu un successo, al punto che il chirurgo ricevette un'onorificenza ed un compenso di 150.000 livres, oltre a lanciare la moda della cura della fistola anale tra i cortigiani che si fecero operare in massa, anche senza averne la necessità.
Il 2 marzo 1690, Luigi XIV decise di concedergli un titolo nobiliare (signore di Flains), oltre a riconfermarlo come primo chirurgo e primo valletto del guardaroba del re. Il 29 ottobre di quello stesso anno fu lo stesso sovrano a decidere che, dopo la morte di Charles-François avrebbe continuato a concedere alla vedova la somma di 1000 livres annue come pensione.
Sposò Marguerite Brochaud. Suo figlio, Charles-Louis Félix de Tassy, gli succedette come primo chirurgo di Luigi XIV qualche anno più tardi.